# Lin Chao-Huang
Detta är ett kinesiskt namn; familjenamnet är Lin.
Lin Chao-Huang (kinesiska: 林朝煌; pinyin: Lín Zhāohuáng), född den 17 augusti 1969 i Taipei på Taiwan, är en före detta basebollspelare (pitcher) som tog silver vid olympiska sommarspelen 1992 i Barcelona.